# CoaXPress
CoaXPress (CXP) — это стандарт цифрового интерфейса, разработанный для высокоскоростной передачи данных изображений в приложениях машинного зрения. Название представляет собой смесь слов «экспресс» (как в слове «экспресс») и «коаксиальный», чтобы подчеркнуть, что CoaXPress быстрее других стандартов (например, Camera Link или GigE Vision) и использует коаксиальные кабели сопротивлением 75 Ом в качестве физической среды передачи. CoaXPress в основном используется в приложениях для обработки цифровых изображений, но он также подходит для высокоскоростной передачи универсальных цифровых данных.

## Суть
«Устройство», которое генерирует и передаёт данные (например, промышленная цифровая камера), подключено одним или несколькими коаксиальными кабелями к «хосту», который получает данные (например, плата захвата кадров в компьютере). Стандарт CoaXPress 1.0 и 1.1 поддерживает скорость передачи данных до 6,25 Гбит/с на коаксиальный кабель, а новый стандарт 2.0 поддерживает скорость передачи данных до 12,5 Гбит/с на коаксиальный кабель от «устройства» к «хосту».
В некоторых современных камерах и устройствах захвата кадров CoaXPress используются 8 коаксиальных кабелей, обеспечивающих максимальную скорость передачи данных изображения около 4,8 ГБ/с. Старый стандарт Camera Link может передавать только до 850 МБ/с. Для управления «устройством» или для запуска доступен низкоскоростной восходящий канал со скоростью до 41,6 Мбит/с. «Хост» CoaXPress может подавать напряжение 24 В по коаксиальному кабелю мощностью до 13 Вт на кабель. Стандарт CoaXPress требует, чтобы и «устройство», и «хост» поддерживали GenICam, стандартизированный общий программный интерфейс. Помимо Camera Link, который построен на чистом LVDS без транспортного уровня, CoaXPress передает данные в пакетах (см. сетевой пакет) с использованием кодирования 8b/10b и обеспечивает CRC. CoaXPress конкурирует со стандартом Camera Link HS, разработанным Ассоциацией автоматизированной обработки изображений

## История
CoaXPress был разработан 6 компаниями, из которых Adimec, EqcoLogic (сегодня: Microchip) и Active Silicon были одними из крупнейших разработчиков в 2008 году. После неудачи Visilink была поставлена цель разработать преемника стандарта Camera link для высокопроизводительных технологий. связь, связанная со скоростью и большими объёмами данных. Впервые стандарт был продемонстрирован в ноябре 2008 года на выставке Vision. После хорошего приема в начале 2009 года был сформирован консорциум промышленных компаний по написанию стандартов, состоящий из Adimec, Eqcologic, Active Silicon, AVAL DATA, NED и Components Express.
Во время следующего Vision в 2009 году консорциум был награждён VisionAward за свои усилия по продвижению причина приложений (машинного) зрения. К этому времени Японская ассоциация промышленной визуализации приняла CoaXPress, чтобы довести его до официального стандарта, после чего в декабре 2010 года был представлен первый черновой вариант 1.0.

## Кабели и разъемы
Средой передачи для CoaXPress является коаксиальный кабель с характеристическим сопротивлением 75 Ом. Максимальное расстояние передачи зависит от скорости передачи данных и качества кабеля. Можно использовать кабели RG11, RG6, RG59 и другие типы. Также возможно повторно использовать существующий коаксиальный кабель при переходе от аналоговой к цифровой системе камеры.
Исходный разъем для CoaXPress представляет собой BNC-разъем IEC 61169-8 сопротивлением 75 Ом. Меньший разъем DIN 1.0/2.3 был добавлен в CoaXPress 1.1, а разъем Micro-BNC затем был добавлен в CoaXPress 2.0 для новых скоростей, более высоких, чем CXP-6. В большинстве последних камер и устройств захвата кадров используются разъемы DIN 1.0/2.3 или Micro-BNC, а разъем BNC IEC 61169-8 стал довольно редким. Также были продемонстрированы решения с разъемом 5W5, но он официально не поддерживается консорциумом CoaXPress.

## Низкая скорость восходящего канала
CoaXPress поддерживает низкоскоростной восходящий канал от устройства захвата кадров к камере. Этот восходящий канал имеет фиксированную скорость передачи данных 20,833 Мбит/с для версий стандарта 1.0 и 1.1 и скорость передачи данных 41,667 Мбит/с для версии стандарта 2.0. Канал восходящей линии связи использует кодировку 8b/10b. Восходящий канал можно использовать для управления камерой, запуска и обновления прошивки.
При использовании многоканального кабельного решения DIN 1.0/2.3 также можно использовать дополнительный высокоскоростной восходящий канал, обеспечивающий передачу данных по восходящему каналу с камерой на скорости 6,25 Гбит/с. Это можно использовать для очень точного запуска.